# おたぽる
おたぽるは、株式会社サイゾーが運営するニュースサイト。
2013年10月10日サービス開始。「オタクニュース・ポータル『おたぽる』」、「“オタク”コンテンツと“オタク”をテーマにしたニュース情報や既存メディアにはない切り口の記事を提供するニュースメディア」とうたっているように、アニメ、アイドル・声優、マンガ・ラノベ、ゲーム、ホビーといったカテゴリの話題を扱っている。ナビゲーターのキャラクターは、イラストレーターのキナコによるデザイン。原色を多用したサイトの外見が特徴的とされる。
2019年にはサイゾーの業務提携先であるユニベルシテ株式会社へ移管され、公式サイトのアドレスも otapol.jp から otapol.com へ変更された。同社による管理は一時的なものであり、2020年にはサイゾーによる管理下へ戻っている。
なお、成人向け情報を扱う「おたぽる@hentai」については、公式サイトの移行後も旧アドレス下でサイゾーが管理する一方、一部の記事はおたぽるへ（そのうちの一部はさらにメンズサイゾーへ）移動されたが、2022年現在では旧アドレスが手放されたことにより、移動されなかった記事は「おたぽる@hentai」のトップページ共々消滅した状態にある。

## 誤報
2016年4月16日には誤報を出したことが、東京スポーツによって報道された。徳間書店の『アサヒ芸能』における声優の新田恵海の報道に絡み、徳間書店が新田の所属会社から出禁を受けたという趣旨の記事であったが、これは徳間書店および新田の所属会社双方から否定された。